# 579513 Saselemer
579513 Saselemer este o planetă minoră (asteroid) din centura de asteroizi. A fost descoperită pe 1 noiembrie 2010 la Piszkéstetői Obszervatórium⁠(d) de . 
Obiectul prezintă o orbită caracterizată de o semiaxă mare de 2,5423434052945 UAi, o excentricitate de 0,16272725752445, o înclinație de 5,0899553341665 ° în raport cu ecliptica.